# پل اندرو ویلیامز
پل اندرو ویلیامز (انگلیسی: Paul Andrew Williams؛ زادهٔ ۱۹۷۳ در پورتسموث، انگلستان) کارگردان فیلم، فیلم‌نامه‌نویس، و تهیه‌کننده اهل بریتانیا است. او برای فیلم لندن به برایتون جایزهٔ «کارگردان نو» را در جشنوارهٔ بین‌المللی فیلم ادینبرو ۲۰۰۶ دریافت کرد.

## حرفه
ویلیامز فعالیت حرفه‌ای خود را به‌عنوان بازیگر آغاز کرد، اما بعدها به نوشتن و کارگردانی نماهنگ‌های پاپ، تبلیغات ویدئویی وایرال و فیلم‌های کوتاه روی آورد.
در سال ۲۰۰۱، او فیلم کوتاه شأن سلطنتی (به انگلیسی: Royalty) را نوشت و کارگردانی کرد که الهام‌بخش ساخت لندن به برایتون شد. شأن سلطنتی در جشنوارهٔ فیلم لندن ۲۰۰۱ به نمایش درآمد، از تلویزیون بریتانیا پخش شد، در فهرست نهایی نمایشگاه کداک قرار گرفت و بعدها در بفتا نیز نمایش داده شد. نخستین تجربهٔ تلویزیونی او در بریتانیا با فیلم برهنه بود که در مجلهٔ تایم اوت به‌عنوان «انتخاب روز» معرفی شد.

## فیلم‌شناسی
| سال  | عنوان فیلم                   | کارگردان | نویسنده | تهیه‌کننده | بازیگر |
| ---- | ---------------------------- | -------- | ------- | --------- | ------ |
| ۲۰۰۱ | شأن سلطنتی                   | آری      | آری     | نه        | نه     |
| ۲۰۰۲ | نوشیدن ویسکی اشکالی ندارد    | آری      | آری     | نه        | نه     |
| ۲۰۰۳ | مجموعه «در حال ظهور» – برهنه | آری      | نه      | نه        | نه     |
| ۲۰۰۶ | لندن به برایتون              | آری      | آری     | آری       | آری    |
| ۲۰۰۸ | کلبه                         | آری      | آری     | نه        | نه     |
| ۲۰۰۸ | کودکان                       | نه       | آری     | نه        | نه     |
| ۲۰۱۰ | خیابان درخت گیلاس            | آری      | آری     | نه        | نه     |
| ۲۰۱۲ | آهنگی برای ماریون            | آری      | آری     | نه        | نه     |
| ۲۰۱۴ | به‌دست دوست‌پسرم کشته شدم      | آری      | نه      | نه        | نه     |
| ۲۰۱۵ | نمایش آیشمن                  | آری      | نه      | نه        | نه     |
| ۲۰۱۷ | برادچرچ                      | آری      | نه      | نه        | نه     |
| ۲۰۱۷ | به‌خاطر تفاوت کشته شد         | آری      | نه      | نه        | نه     |
| ۲۰۲۱ | بول                          | آری      | آری     | نه        | نه     |
| ۲۰۲۵ | پاک‌کننده                     | نه       | آری     | نه        | نه     |
| ۲۰۲۵ | سنجاقک                       | آری      | آری     | آری       | نه     |